# 爱奇艺

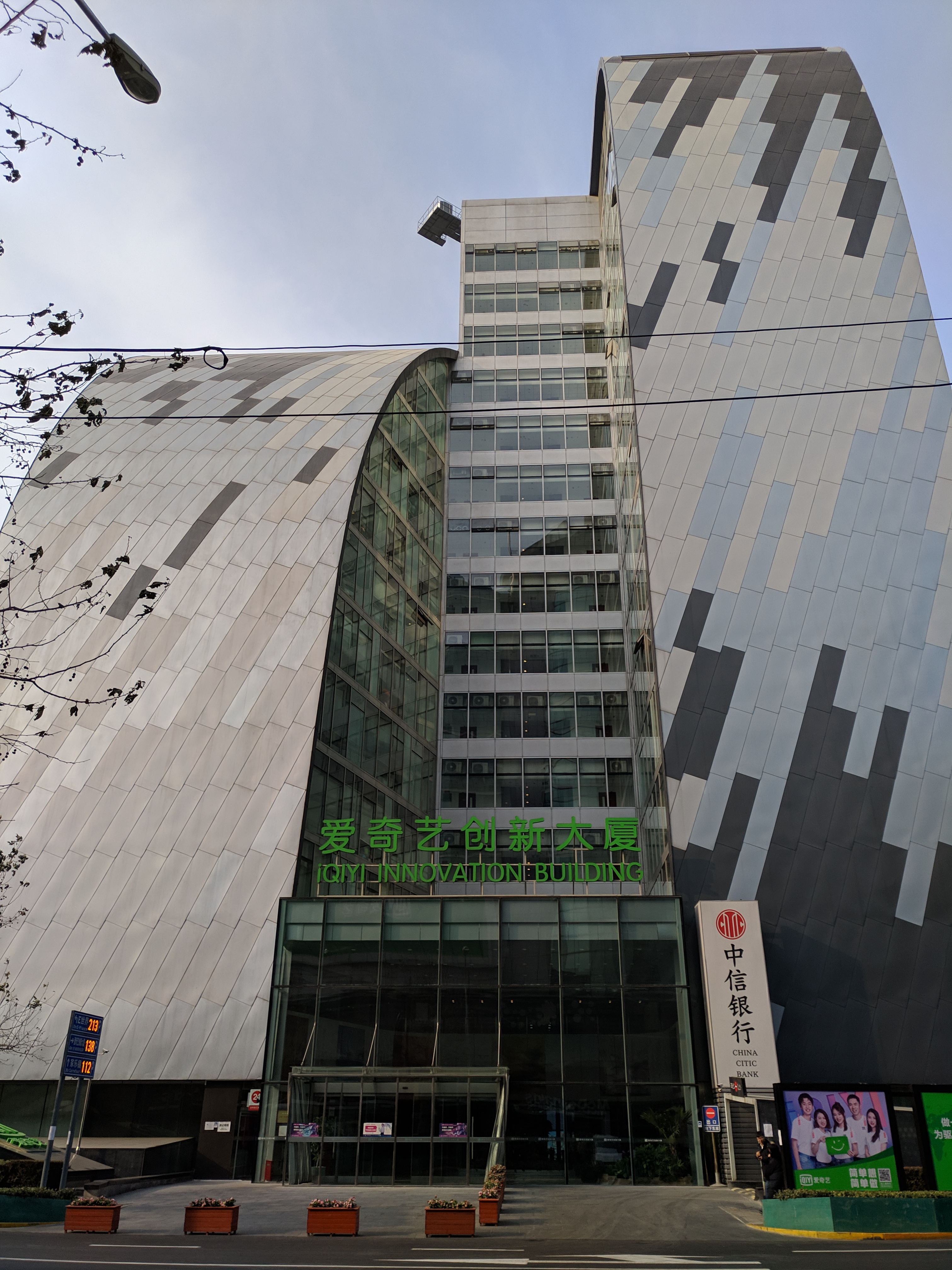
位于北京中关村的爱奇艺创新大厦（鸿诚拓展大厦），现已退租

北京愛奇艺科技有限公司（NASDAQ：IQ）是百度集團旗下的视频网站平台，並同時經營內容製作及分銷，截止2019年，主要服務地區為中國大陸、香港、澳門、 台灣、馬來西亞、新加坡、緬甸、泰國、柬埔寨、美國、菲律賓和印尼。爱奇艺为2021年中国市场份额最大的五个影音平台之一。

## 历史

### 百度组建
2010年1月6日，中國大陸的互聯網搜尋引擎網站百度宣布投資組建一個獨立且能播放高清正版视频的網站，由龔宇出任該公司執行長。2月24日，视频公司正式公布品牌中文名称“奇藝”。3月29日，奇艺测试版上线。4月22日，奇艺正式版上线。

### 改名爱奇艺
2011年11月26日，奇艺改名为“爱奇艺”，并推出全新标志，同时域名由qiyi.com改为iqiyi.com；原域名做301跳转到新域名。
2013年5月6日，百度以3.7億美元現金收購了视频網站PPS影音，并开始了PPS與愛奇藝的整合工作，龔宇擔任新愛奇藝公司創始人。
2014年11月11日，爱奇艺在美國電影市場上宣布购买1000部好莱坞电影的中国网络发行权。当月19日，小米和顺为资本宣布3亿美元投资爱奇艺。
2014年12月8日，爱奇艺在新加坡亞洲电视节上宣布，2015年自制剧预算是5000万元人民幣，制作量增加一倍、即30部。
2015年，爱奇艺获得了《造梦者》、《星星的密室》、《巅峰拍档》、《明星到我家》、《我为喜剧狂》、《来吧孩子》、《我是演说家》等8部2015年热门综艺节目的版权，同时还包括《康熙来了》、《Running Man》等台湾、韩国综艺节目。《何以笙箫默》、《琅琊榜》、《女醫·明妃傳》、《花千骨》等多部版权大剧同样被爱奇艺收入囊中。
2015年1月，爱奇艺购买日本东映动画旗下的百余部动画剧场版作品，月底正式大批量上线。同年2月，爱奇艺获得2015年中国中央电视台春节联欢晚会网络独家播映权和第34届香港电影金像奖网上平台独家播映权。同年5月，爱奇艺获得2015年中国中央电视台六一晚会网络独家播映权。
2017年4月，愛奇藝與美國Netflix公司達成協議，獲得Netflix授權的原創內容可於愛奇藝網站播放。2019年，愛奇藝的執行長龚宇表示由於諸多的原因，Netflix和愛奇藝之間已經結束了合作關係。
2017年8月17日，林更新出任愛奇藝「自製動畫首席催更官」，員工編號23333。
2018年3月30日，爱奇艺在美国纳斯达克上市。
2019年6月22日，爱奇艺宣布网站会员数达到1亿人。
2022年5月26日，爱奇艺公布截至2022年3月31日未经审计的第一季度财报，爱奇艺首次实现季度盈利。财报显示，爱奇艺一季度运营利润为9340万元，利润率1%；基于非美国通用会计准则财务指标(non-GAAP)的运营利润为3.3亿元，利润率4%。

### 子公司
2015-2020期间，成立了数个子公司
| 子公司名稱                   | 成立時間      | 法定代理人 | 代表艺人                         |
| 艺人部                       | 艺人部        | 艺人部     | 艺人部                           |
| ---------------------------- | ------------- | ---------- | -------------------------------- |
| 北京果然天空文化传媒有限公司 | 2015年8月12日 | 刘涛       | 王琳凯、朱星杰、周彥辰、 张晏恺  |
| 北京爱豆世纪文化传媒有限公司 | 2018年3月23日 | 姜滨       | NINE PERCENT                     |
| 天津爱豆青春文化传播有限公司 | 2019年4月24日 | 姜滨       | UNINE、THE9                      |
| 演员部                       |               |            |                                  |
| 北京德漾娱乐文化传媒有限公司 | 2020年4月8日  | 薛丹丹     | 陈尉萌、马启越、 曲芷含、 张雪菡 |
| 餐饮部                       |               |            |                                  |
| 北京格芮馥餐饮管理有限公司   | 2020年5月9日  | 薛中       | －                               |

## 网络剧／电视剧（首播）
不列卫视上星首播同步
- 爱上男主播

- 泪洒尘缘

- 奇异家庭

- 人生需要揭穿

- 灵魂摆渡
- 青春不够用
- 高科技少女喵
- 你好外星人
- 白衣校花与大长腿第一季
- 不可思议的夏天
- 来自星星的继承者们
- 青春相贱不恨晚
- 谁还没点事

- 白衣校花与大长腿第二季
- 我的青春道馆
- 少年志
- 我的美女老师
- 心理罪第一季
- 傲魂之活死人
- 发明大师
- 盗墓笔记
- 男神执事团
- 星空中的潘朵拉
- 涩世纪传说之四骑士
- 红色青橄榄
- 校花的贴身高手第一季
- 花千骨2015
- 蜀山战纪之剑侠传奇
- 活着再见
- 你是猪么
- 嬉戏魔法乐园之爱情大爆炸
- 灵魂摆渡第二季
- 饿了别叫妈之走火入模
- 替身
- 废柴兄弟3
- 芈月传奇之战国红颜

- 芈月传奇番外篇之邪恶游戏
- 躺飞男神
- 老师晚上好
- 青秀之恋
- 百变五侠之我是大明星
- 都市妖奇谈
- 穿越谜团
- 假如我有超能力
- 睡前别看诡故事
- 我的超能男神
- 最好的我们／遇见最好的我们
- 爱情的十字路口
- 废柴兄弟4
- 余罪第一季
- 我的朋友陈白露小姐
- 余罪第二季
- 逗爱男女
- 刀剑缭乱
- 灭罪师
- 校花的贴身高手第二季
- 校花的贴身高手第三季
- 追爱千年／追爱
- 校花的贴身高手第四季
- 我的蠢萌老公／e时代天使
- 画江湖之不良人第一季
- 爆笑满屋
- 我不是妖怪
- 牦牛岁月
- 美人为馅第一季
- 亲，向前冲！
- 灵魂摆渡第三季
- 美人为馅第二季
- 妖出长安
- 月明三更
- 每个人都有秘密
- 画江湖之不良人第二季
- 网商
- 美人为馅第三季
- 明星志愿第一季
- 疗伤客栈第二季
- 无间道第一季

- 不得不爱
- 明星志愿第二季
- 夜行人第一季
- 寻找前世之旅第一季
- 拜托！别黑我！
- 寻找前世之旅第二季
- 云巅之上
- 太子快跑
- 无间道第二季
- 夜行人第二季
- 环保小精灵之元素战灵
- 无间道第三季
- 拜托！别黑我！完结季
- 卧底第一季
- 异能录之齐鸣诡案
- 秘果
- 花间提壶方大厨第一季
- 福尔摩侦探社
- 卧底第二季
- 麻辣主播
- 沧海一粟
- 假凤虚凰第一季
- 蜜月岛
- 一路向西再向西
- 废柴兄弟5泰爽
- 花间提壶方大厨第二季
- 暗徒
- 东方有大海
- 思美人之山鬼后裔
- 寻人大师
- 终极三国2017
- 盲侠大律师第一季（港剧）
- 鬼吹灯之牧野诡事第一季
- 跆拳道与肚皮舞
- 不要怂英雄
- 大篷车
- 河神
- 盲侠大律师第二季（港剧）
- 人偶师
- 鬼吹灯之牧野诡事第二季
- 我家来了个怪男人
- 通天狄仁杰
- 大清神捕
- 无证之罪
- 高能医少
- 爱你一万年
- 天泪传奇之凤凰无双
- 我不上头条
- 假凤虚凰第二季
- 午后三点的彩虹
- 龙凤店传奇第一季
- 你好，旧时光
- 玛丽苏遇上杰克苏
- 海上牧云记
- 假凤虚凰第三季
- 龙凤店传奇第二季
- 木木川
- 济公降魔
- 见习法医

- 龙凤店传奇第三季
- 封神学院
- 吃素的小爸第一季
- 十里桃花后传
- 韦贵妃传奇
- 非常搭档
- 有猫在
- 飘香剑雨
- 半妖皇帝
- 一路繁花相送番外
- 僧探慈心
- 狼乾劫
- 龙探
- 梦想合伙人
- 以你为名的青春
- 整容的诱惑
- 海克星
- 吃素的小爸第二季
- 恋与偶像
- 大清神捕2
- 二次觉醒
- 军人使命
- 冒险王卫斯理之支离人（港剧）
- 女王进行时第一季／加油吧！苏点点
- 奇葩超能事务所
- 防水逆联盟
- 超能造梦
- 冒险王卫斯理之蓝血人
- 国民安保官之绝命护卫
- 泡沫之夏
- 冒险王卫斯理之无名发
- 热血狂篮
- 玄门大师
- 同学两亿岁
- 法网追凶
- 钟馗捉妖记
- 亲爱的活祖宗
- 为了你我愿意热爱整个世界
- 芸汐传
- 球王
- 魔法学院之魔法少年
- 热血高校
- 重返二十岁
- 天乩之白蛇传说
- 女王进行时第二季／加油吧！苏点点
- 在悠长的时光里等你
- 我和两个他
- 延禧攻略
- 无忧面包店
- 小棉袄
- 朕的刺客女友
- 萌族酷狗侦探
- 一不小心吃定你
- 冰火奇缘
- 吃货拯救世界
- 校花朵朵宠上瘾
- 不朽者
- 调香师第二季
- 杨光的快乐生活之好好先生
- 再创世纪（港剧）
- 幸福就好
- 等到烟暖雨收第一季
- 青涩花开终有时
- 舌害
- 超级马丽
- 海角恋人
- 已读不回
- 护花高手在都市
- 鸣鸿传
- 连升三级之科考奇遇记
- 等到烟暖雨收第二季
- 我的哥哥在游泳队
- 杨光的快乐生活之恋爱先生
- 好戏一出
- 一吻不定情
- 苏茉儿传奇／大清江山之龙胆花
- 逆青春第一季
- 等到烟暖雨收第三季
- 人间规则第一季
- 耐斯姐妹
- 悍城
- 教室的那一间
- 唐砖
- 小心！我要放大招了
- 杨光的快乐生活之绅士品格
- 鬼谷门之蜃世浩劫
- 医妃难囚
- 小妖的金色城堡
- 人间规则第二季
- 因为爱你
- 小哥哥有妖气
- 新大头儿子和小头爸爸
- 生活对我下手了
- 齐丑无艳
- 守护神之保险调查（港剧）
- 时光教会我爱你
- 花漾天海
- 戏隐江湖
- 原生之罪
- 神仙学苑
- 苟且不偷生

- 新大头儿子和小头爸爸Ⅱ
- 独家记忆
- 镇灵攻略第一季
- 绝世千金
- 皓镧传
- 少林小英雄
- 独孤皇后
- 错落的音符
- 甜心软糖第一季
- 北漂爱情故事
- 能耐大了第一季
- 能耐大了第二季
- 黄金瞳
- 镇灵攻略第二季
- 诡使神差
- 最后一个女神
- 爱上北斗星男友
- 大周小冰人
- 大宋北斗司
- 三一四侦探团
- 人鱼恋爱法则第一季
- 甜心软糖第二季
- 夜空中最闪亮的星
- 新白娘子传奇
- 人鱼恋爱法则第二季
- 晨阳
- 爱上你，治愈我
- 罪恶消亡史
- 反恐特战队之天狼
- 破冰行动
- 站在你的角度看我第一季
- 白发
- 非常Y星人
- 爵迹临界天下
- 一往无前
- 动物管理局
- 未来的秘密
- 读心探案
- 我的盖世英雄第一季
- 我的盖世英雄第二季
- 追球
- 我的白鲸男友
- 站在你的角度看我第二季
- 神探柯晨
- 魔法学院之六大令牌
- 神犬小七3
- 嘿！客栈
- 超级影后之初次做人
- 超级玩家
- 再见，将来
- 请赐我一双翅膀
- 少年江湖物语
- 宸汐缘
- 海岛救护队
- 七月与安生
- 无主之城
- 我的单板女孩第一季
- 唯美貌不可辜负
- 烈火军校
- 上道
- 谋爱上瘾
- 我的单板女孩第二季
- 蛋黄人
- 善始善终
- 象限之眼
- 我的莫格利男孩
- 伪钞者之末路
- 命悬一线的浪漫
- 谁的青春不迷茫之我在未来等你
- 湾湾暖辰光
- 失恋疗养院
- 飞行少年
- 青柠男女第一季
- 世界欠我一个初恋
- 门风传 (第一部)
- 不负时光
- 青柠男女第二季
- 蜀汉酒楼
- 热血少年
- 水墨人生
- 生活对我下手了2
- 御狐之绊第一季
- 恋恋江湖
- 看见味道的你
- 大学宿舍生活
- 从前有座灵剑山
- 心灵法医
- 半城明媚半城雨
- 庆余年第一季
- 青春抛物线
- 御狐之绊第二季
- 天机十二宫
- 剑王朝
- 天使的眼睛第一季
- 闪光少女
- 锦衣之下
- 青春，我们不一样
- 隔壁的兄弟很和睦
- 逆青春第二季
- 天使的眼睛第二季

- 唐人街探案
- 小女上房揭瓦
- 一路向暖第一季
- 医妃难囚第二季
- 爱情公寓5
- 天使的眼睛第三季
- 一路向暖第二季
- 北灵少年志之大主宰
- 奇葩料理大作战第一季
- 少主且慢行
- 大唐女法医
- 谁都渴望遇见你
- 两世欢
- 爱上邻家主厨
- 地球脸红了
- 医妃难囚第三季
- 危险的她
- 无心法师III
- 猎心者
- 金刀秘卫之婳美人
- 未知生物
- 法网追击
- 奇葩料理大作战第二季
- 鬓边不是海棠红
- 公子，我娶定你了
- 民国奇探
- 不完美的她
- 成化十四年
- 我爱你
- 我是余欢水
- 凶案现场
- 报告王爷，王妃是只猫
- 狐门秘事第二季
- 天醒之路
- 彼岸花
- 你在我的右手边
- 特案追缉
- 古董局中局之鉴墨寻瓷
- 大神猴
- 长相守
- 特别任务
- 那小子真酷第一季
- 暴走武林学园
- 月上重火
- 皮肤之下
- 导弹精兵成长记
- 十日游戏
- 那小子真酷第二季
- 嘉人本色
- 怪你过分美丽
- 民初奇人传
- 暮白首
- 愿我如星君如月
- 隐秘的角落
- 魔法学院第4季金池族
- 只好背叛地球了
- 河神2
- 天舞纪
- 最佳损友
- 战毒（港剧）
- 替嫁医女
- 都是因为你
- 腾空之约
- 重启之极海听雷第一季
- 喂，我是你的微糖男友
- 漂亮书生
- 怦然心动的小姐姐第一季
- 一根木头第一季
- 如此可爱的我们
- 爱的飞行模式第一季
- 温暖青春
- 亲爱的药王大人
- 超能觉醒
- 一根木头第二季
- 爱的飞行模式第二季
- 他其实没有那么爱你
- 非常目击
- 我的奇怪朋友
- 时光里的我们
- 穿盔甲的少女
- 花开有晴天第一季
- 三嫁惹君心
- 怦然心动的小姐姐第二季
- 在劫难逃
- 谋局
- 重启之极海听雷第二季
- 花开有晴天第二季
- 天地苍茫
- 沉默的真相
- 凤唳九天
- 恋爱吧，食梦君！
- 半是蜜糖半是伤
- 正道无敌
- 酒店实习生
- 隐战
- 教室的那一间第二季
- 明月曾照江东寒
- 教室的那一间第三季
- 一不小心恋爱了
- 侦探语录
- 棋魂
- 如意芳霏
- 盲侠大律师2020（港剧）
- 没关系，是青春啊！
- 超时空恋人
- 青春创世纪
- 半是蜜糖半是伤
- 狼殿下
- 情深缘起
- 心宅猎人
- 澳门往事
- 倾世锦鳞谷雨来
- 功夫战警
- 恋上喵星人
- 终极笔记
- 我在六扇门的日子
- 黑白禁区
- 拆案
- 总裁的诱惑

- 少年如歌
- 灵域
- 月光变奏曲
- 爱上特种兵
- 原来我很爱你
- 刑警之海外行动
- 一生一世
- 周生如故
- 時光與你別來無恙

## 综艺節目（首播）
- 姐姐好餓
- 星动亚洲 (真人秀节目)
- 晓松奇谈
- 演员的品格2
- 陈翔六点半
- 中国有嘻哈
- 男子甜点俱乐部
- 奇葩说4

- 偶像練習生
- 熱血街舞團
- 中国新说唱2018
- 演员的品格
- 奇葩说5
- 中國音樂公告牌
- Hi室友
- 奇妙的食光
- 小姐姐的花店

- 青春有你
- 青春有你 (第一季)
- 青春的花路
- 唱给世界听
- 我是唱作人
- 喜欢你我也是
- UNINE蹦吧
- 樂隊的夏天 (第一季)
- 中国新说唱2019
- 奇葩说6
- 无证之罪
- 做家務的男人
- 潮流合伙人
- 这样唱好美

- 青春有你 (第二季)
- 迷雾剧场
- 喜欢你我也是 (第二季)
- 我是唱作人2
- 我要這樣生活
- 夏日冲浪店
- 登场了！敦煌
- 跨次元新星
- 做家務的男人 (第二季)
- 樂隊的夏天 (第二季)
- 中国新说唱2020
- 非日常派對
- 潮流合伙人2
- 哈哈哈哈哈

- 十日游戏

- 少年如歌
- 青春有你 (第三季)
- 戏剧新生活
- 我的小尾巴
- 春日酱
- 上班啦！妈妈
- 姐妹俱乐部
- 恋恋剧场
- 萌探探探案
- 做家務的男人 (第三季)
- 奇異劇本鯊
- 登场了！洛阳
- 主厨的荣耀 (第一季)
- 少年说唱企划
- 爆裂舞台
- 舞蹈生
- 恋恋剧中人
- 機智的戀愛
- 最後的贏家
- 開拍吧
- 我的小尾巴2
- 一年一度喜劇大賽
- 哈哈哈哈哈第二季

- 超有趣滑雪大會
- 小逗剧场
- 好运梦想之墙
- 喜欢你我也是 (第三季)
- 一起露营吧
- 上班啦！妈妈2
- 萌探探探案（第二季）
- 恋恋剧场2022
- 中国说唱巅峰对决
- 做家務的男人 (第四季)
- 一年一度喜劇大賽2
- 元音大冒险
- 我們民謠2022
- 迷雾剧场2022

- 喜欢你我也是 (第四季)
- 萌探探探案（第三季）
- 一起露营吧2
- 来活了兄弟
- 漂亮的战斗
- 出发！趣野吧
- 一起撸串吧
- 吃貨達人打卡吧
- 100万个约定
- 5哈第三季
- 迷雾剧场2023
- 恋恋剧场2023
- 种地吧
- 中国说唱巅峰对决2023
- 登场了！北京中轴线
- 樂隊的夏天 (第三季)
- 家務優等生
- 你好，种地少年
- 势不可挡

- 种地吧2
- 求鲜四季
- 5哈第四季
- 新说唱2024
- 萌探2024
- 喜欢你我也是 (第五季)
- 恋恋剧场2024
- 我在横店打篮球
- 10天之后回到现实
- 音乐缘计划
- 喜劇之王單口季
- 恰好去远方
- 燃烧的月亮
- 以时尚之名
- 你好，种地少年2
- 我的主场
- 星光閃耀的少年
- 你们说了算—里院来福战
- 登场了！丝绸之路

- 一路繁花
- 种地吧3
- 恋爱兄妹 (中国)
- 5哈第五季
- 亚洲新声
- 微笑一號店
- 新說唱2025
- 喜劇之王單口季2
- 姐姐当家
- 灿烂的市集

## 境外业务

### 香港、全球地區
2016年，爱奇艺正式进军香港和全球地區收费电视、互联网电视及免费电视市场。香港使用愛奇藝是需要付費的，某些節錄的影片就不用付費。
2022年10月，一些外購作品在香港等地已無法上架，直至2023年4月起只有少量非獨家作品恢復上架。

### 台灣
2016年愛奇藝台灣業務，由台灣經銷商歐銻銻娛樂負責。
2016年3月29日，爱奇艺正式成立愛奇藝台灣站。7月，第一次轉播中華職棒明星賽、中華職棒全壘打大賽。
2017年8月，播出公視迷你劇集——《他們在畢業的前一天爆炸2》，在第2集播出前隨即遭到愛奇藝下架，公視新聞認為因劇情內容有太陽花學運、台獨等政治敏感議題才導致下架 ：愛奇藝則回應是要和其他平台保持差異，因此調整排播策略；國立中正大學傳播系副教授管中祥對此表示：「愛奇藝以『市場』之名任意下架節目的作法，是對言論自由與表現自由的傷害」。但愛奇藝則回應指，有關做法反而是給觀眾更多其他選擇。此前，爱奇艺台湾站转播Hito演唱会王心凌片段，由于出现中華民國青天白日滿地紅國旗被插播广告，同样遭到台湾网民的抵制，实际上爱奇艺台湾站服务器设在中國大陸。
2018年3月24日，愛奇藝台灣站正式投入直播中華職棒29年四隊完整球季240場賽事。
2020年10月15日起，歐銻銻娛樂全面停止爱奇艺台湾站客户服务。臺灣客戶服務業務終止後，爾後臺灣愛奇藝會員訂購或相關衍生問題，均須改洽「愛奇藝線上客服」申訴。
2021年，愛奇藝台灣站與國際版網站整合網址為iq.com。
台灣代理商歐銻銻娛樂自製戲劇列表
| 首播時間       | 電視劇名稱     | 主演                                               |
| -------------- | -------------- | -------------------------------------------------- |
| 2018年3月14日  | 1006的房客     | 李國毅、謝欣穎、謝坤達、黃騰浩、謝沛恩、許光漢     |
| 2018年6月13日  | 人際關係事務所 | 郭書瑤、曹佑寧、王柏傑、馬志翔、陽靚               |
| 2018年11月16日 | 種菜女神       | 劉以豪、陳庭妮、李千娜、徐鈞浩、章立衡、林美照     |
| 2019年4月24日  | 如果愛，重來   | 張書豪、柯佳嬿、吳岳擎、陳妤                       |
| 2020年2月8日   | 墜愛           | 安心亞、宋柏緯、溫昇豪、古斌、林映唯、吳珝陽、程茉 |

### 新加坡
2020年爱奇艺在新加坡成立了公司海外总部。

### 馬來西亞
Astro與愛奇藝簽訂相關合約，於當地聯合開辦的愛奇藝獨立電視高清頻道於2019年7月17日啟播，定位為300頻道，Astro全佳HD、Astro AEC和Astro雙星的愛奇藝原創節目和劇集被優先安排在該頻道播出或者挑選於原頻道播出。
2019年10月起，愛奇藝APP登陸馬來西亞，除了大部分愛奇藝原創作品，還帶來馬來西亞外購節目，包括韓劇。

### 东南亚
2020年7月21日，爱奇艺宣布任命郭琪轩(Sherwin Dela Cruz)、迪内思(Dinesh Ratnam)、张荫田(Steven Zhang)三位东南亚区域市场开拓和运营负责人，展开菲律宾、马来西亚、新加坡、文莱、印度尼西亚等地区业务发展。郭琪轩(Sherwin Dela Cruz)任爱奇艺菲律宾地区总经理，迪内思(Dinesh Ratnam)任爱奇艺马来西亚、新加坡及文莱地区总经理，张荫田(Steven Zhang)为爱奇艺印度尼西亚地区总经理，三位区域负责人将进一步推进爱奇艺海外业务在东南亚多地区的市场开拓、用户服务和本土化运营工作。

### 泰国
与制作公司CHANGE2561为合作伙伴

## 争议

### 做空機構指控案
2020年4月美國做空機構渾水（Muddy Waters）協助第三方機構Wolfpack Research稱愛奇藝誇大營收和訂閱用戶數量，在IPO前即有欺詐行為，且涉嫌財務造假。其后愛奇藝發布聲明回應，指出第三方機發表報告，其引用數據和結論嚴重失實，愛奇藝披露所有財務和運營數據都符合美国证券交易委员会要求。對於不實指控，堅決否認，並保留法律追訴權力。受此影响爱奇艺7日盘中股价一度闪崩超10%，但截止收盘其收涨逾3%。

### 台獨網紅事件
2020年5月指控住在泰國曼谷，與愛奇藝有簽約的台灣網紅是台獨，沒收酬勞並刪除帳號。

### VR系統財務倒閉
2023年11月媒體報導愛奇藝的「奇遇」VR眼鏡系統跑路倒閉，承諾的線上打卡半年退2800人民幣全款也食言直接惡意違約，以一紙道歉聲明說財務困窘之後整個客服電話就失聯。
其實於6月份就已經有用戶反饋眼鏡的經營異常情況，上海採訪點的时代周报记者向“爱奇艺奇遇XR”微信公众号显示的市场与品牌合作邮箱、商务合作邮箱，以及国家企业信用信息公示系统显示的梦想绽放2022年报企业邮箱发送采访提纲，未获回复。直接前往爱奇艺總公司正面質問後其表示負責眼鏡的梦想绽放公司为独立运营的公司，和總公司無關。同一時期VR眼鏡在所有網購店鋪和實體店鋪都撤下貨品，處於無產品銷售狀態，8月份有用戶去法院起訴但開庭時爱奇艺缺席判決，青島市黃島區法院判敗訴須退款，然而後續持續失聯也並未退錢。

### 經營政策事件
2020年6月2日，北京互联网法院判决爱奇艺在上线《庆余年》时提供“超前点播”服务损害了黄金VIP会员的主要权益，构成违约，要求爱奇艺向起诉的用户提供连续15日原享有的VIP会员权益并赔偿原告公证费损失1500元，同时驳回原告其他诉讼请求。爱奇艺在回应中感谢北京互联网法院未否定超前点播服务的探索和尝试，肯定该模式本身并无不妥，同时表示不断完善产品和服务，为用户带来更好的体验，并保留其他判决信息的上诉权利。
2023年1月有网民反馈爱奇艺开始对投屏功能作出限制，此前黄金VIP会员支持最高4K清晰度投屏，此后仅能选最低的480P清晰度，要进行4K投屏必须购买白金VIP会员不少网民表示480P清晰度太低。上海市消保委对此批评称，平台在APP内限制消费者投屏的做法不合理，想用这种方法加收费用更不厚道，视频平台更无权不当获取手机权限干涉消费者采用第三方APP或者连线等方式投屏。另外有用户因限制投屏将爱奇艺告上法庭，北京互联网法院已于近日立案。而后在2月2日，又有网民表示使用爱奇艺年费会员账号，同时在3个设备登录账号被封，若要解封就要充值更贵的会员。其后爱奇艺相关工作人员表示，系统会对超出服务协议登录设备上限或者有异常登录及播放情况的账号，进行暂时封停。用户可通过自助修改密码来解除封停，不存在需充值更贵会员才能解封的情况。而前述问题由于技术原因造成，相关技术故障已经修复。2月20日爱奇艺发文称，所有老会员恢复720P和1080P高清投屏功能，同时取消分设备登录种类限制，之后爱奇艺会员可在5台设备上登录。

### 国足世预赛付费看
2024年9月5日，国足在世界杯预选赛首轮比赛中客场迎战日本。通常会转播央视体育频道未买下世预赛转播权，没有直播该场比赛，爱奇艺成为中国国内唯一一家转播平台。然而，持有转播权爱奇艺没有免费提供比赛，而是要求用户支付9元开通会员，且兑换比赛观看券后，才能正常观看。此举遭到舆论猛烈挞伐，有网民甚至表示自己一直付费页面卡住看不了比赛，还有人称即便花了兑换券，也看不了比赛，希望退钱。而由于咨询人数过多，爱奇艺的电话客服出线了无法接通的情况，在线客服也有几千人排队等待咨询。事后，爱奇艺体育表示，因造成瞬时流量过大，技术服务资源分配超出限额，造成部分用户观赛体验不佳，后续会进一步加强技术预案和运营能力，提供更稳定可靠的直播服务。

## 审查与限制

### 台湾
2019年3月28日，時任大陸委員會发言人的民主進步黨黨員邱垂正对《日经亚洲评论》透露，为了遏制传播中华人民共和国政府制造的针对台湾的政治滲透，蔡英文政府计划屏蔽爱奇艺，并阻止腾讯视频进入台湾地区。邱垂正又表示，经济部正在查处爱奇艺的台湾代理商“欧锑锑娛樂”，如果发生了违反《台湾地区与大陆地区人民关系条例》的情况，最严重的处罚是关闭“欧锑锑娛樂”所代理的“爱奇艺台湾站”。
2020年8月19日，經濟部商務司有官員宣佈根據《台灣地區與大陸地區人民關係條例》有關條例，將循代理商在台灣落地的大陸OTT平台納入商業禁止項目表，目前在台灣運營的愛奇藝和騰訊WeTV繼續運營須在該公告預告期的14日內（9月1日起）停止運營，否則會被通訊傳播委員會依《關係條例》規定處新台幣5萬元以上、500 萬元以下罰鍰，並得限期命其停止或改正；屆期不停止或改正者，將連續處罰。消息公佈，負責代理愛奇藝業務的歐銻銻娛樂則表示，草案仍處在預告階段，尚未實施，無法預知未來正式公布的法規命令是否會有變化，不會回應事件。至於已經註冊的付費會員，該代理商未來如果確實被封殺，將會退費。
9月3日，經濟部正式公告此「愛奇藝條款」，未來在台代理或經銷中國大陸OTT全面遭禁止。根據定版條文，未來不得在台灣代理或經銷愛奇藝、騰訊WeTV等中國大陸之OTT服務，及其中間投入服務、其他商業服務，包括廣告、機房、金流等相關服務都在禁止範圍。
不過此次的懲罰帶來的結果，只是歐銻銻娛樂不能作為代理公司繼續運營愛奇藝在台灣的事務，用戶今後對於使用上的問題反饋都將直接轉至北京的愛奇藝總部。但對於使用層面而言，愛奇藝本身在台灣的服務並未就此結束，實際上愛奇藝在台灣皆可正常使用。在此之後愛奇藝通過和其他公司合作的方式，繼續推出台灣自製愛奇藝原創影集（例如《無神之地不下雨》、《逆局》等），故愛奇藝並未實質被台灣政府封殺。